# Republiken Užice
Republiken Užice var en kortlivad socialistisk statsbildning i den serbiska delen i det av Nazityskland ockuperade Kungariket Jugoslavien som existerade under 1941.
Republiken Užice bildades i juli 1941 när den kommunistiska partisanrörelsen under ledning av Josip Broz Tito intog staden Užice med omnejd. Detta var första gången under hela andra världskriget som ett landområde befriades från axelmakternas ockupation, om än bara tillfälligt. Under republikens korta existens öppnade partisanerna skolor, upprättade ett fungerande postsystem och gav ut en tidning, Borba (vilket betyder Kamp eller Strid). Man kontrollerade även cirka 145 km järnväg och inrättade en fabrik i ett underjordiskt bankvalv i Užice där man tillverkade vapen och ammunition. 
Republiken Užice existerade fram till den 1 december 1941 då tyska trupper återerövrade området.